# 털코뿔소
털코뿔소(Woolly rhinoceros)는 플라이스토세 시대에 유라시아 북부에 서식했던 멸종된 코뿔소 종이다. 털코뿔소는 플라이스토세 거대동물에 속했다. 털코뿔소는 길고 두꺼운 털로 덮여 있어 매우 춥고 혹독한 매머드 스텝에서 살아남을 수 있었다. 어깨에서 뻗어 나오는 거대한 혹이 있었고 주로 스텝에서 자라는 초본식물을 먹었다. 영구 동토층에 보존된 미라 시체와 털코뿔소의 뼈 잔해가 많이 발견되었다. 털코뿔소의 이미지는 유럽과 아시아의 동굴벽화에서 볼 수 있다. 시베리아로 수축된 털코뿔소의 분포 범위는 약 17,000년 전부터 시작되었으며, 가장 어린 기록은 시베리아 북동부에서 약 14,000년 전으로 알려져 있으며, 이는 뵐링-알레뢰드 온난화로 인해 서식지가 파괴되었을 가능성이 높으며 환경 DNA 기록에 따르면 약 9,800년 전에 서식지 범위가 확장되었을 가능성이 높다. 가장 가까운 친척은 수마트라코뿔소이다.

## 분류학

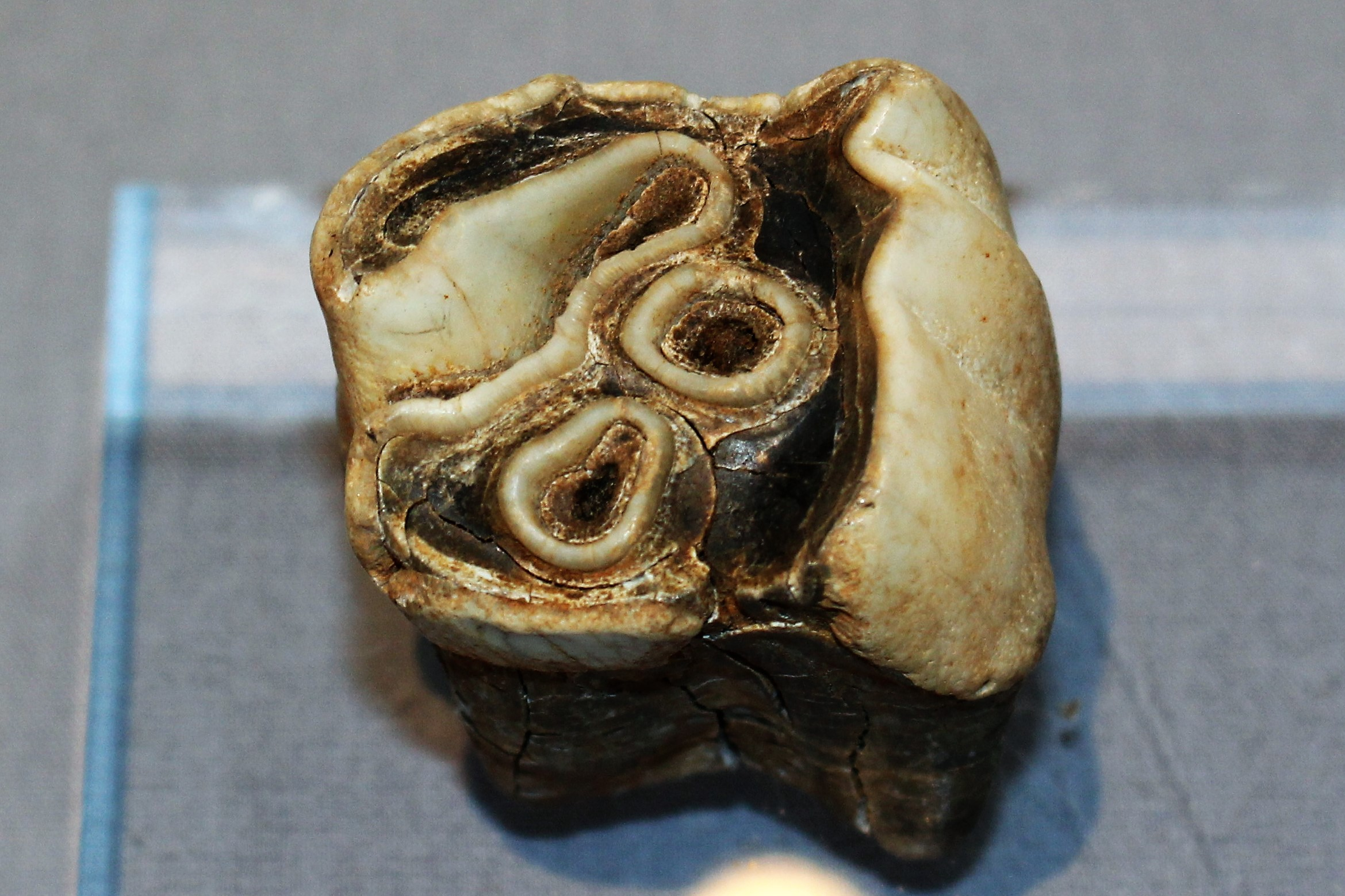
속의 이름이 붙여진 충치를 보여주는 어금니

털코뿔소 유적은 이 종이 묘사되기 훨씬 전부터 알려져 왔으며 일부 신화 속 생물의 기반이 되었다. 시베리아 원주민들은 코뿔소의 뿔이 거대한 새의 발톱이라고 믿었다. 코뿔소 두개골은 1335년 오스트리아 클라겐푸르트에서 발견되었으며 용의 것으로 추정되었다. 1590년에는 린트부름 동상의 머리 받침대로 사용되었다. 고트힐프 하인리히 폰 슈베르트는 뿔이 거대한 새의 발톱이라는 믿음을 유지하며 "고대의 그리핀"이라는 뜻의 그리푸스 안티쿠이타티스(Gryphus antiquitatis)라는 이름으로 동물을 분류했다.
고대 코뿔소 종에 대한 가장 초기의 과학적 설명 중 하나는 1769년 자연주의자 페터 지몬 팔라스가 시베리아 탐험에 관한 보고서를 작성하여 영구 동토층에서 두개골과 뿔 두 개를 발견했을 때이다. 1772년 팔라스는 이르쿠츠크 지역 주민들로부터 코뿔소의 머리와 다리 두 개를 인수하여 이 종의 이름을 리노케로스 레네네시스 (레나강의 이름을 따서)로 지었다. 1799년 요한 프리드리히 블루멘바흐는 괴팅겐 대학교의 컬렉션에서 코뿔소 뼈를 연구하여 리노케로스 안티쿠이타티스(Rhinoceros antiquitatis)라는 학명을 제안했다. 지질학자 하인리히 게오르크 브론은 1831년 코뿔소속과의 치아 형성 차이 때문에 이 종을 털코뿔소속으로 옮겼다. 이 이름은 코뿔소의 어금니 구조가 함몰되어 있는 그리스어로 κοιλος (koilos, "속이 비어 있다")와 ὀδούς (odoús, "치아")에서 유래한 것으로, "고대의 속이 빈 이빨"이라는 학명인 코엘로돈타 안티쿠이타티스(Coelodonta antiquitatis)라는 이름을 붙였다.

## 묘사

### 구조 및 외관

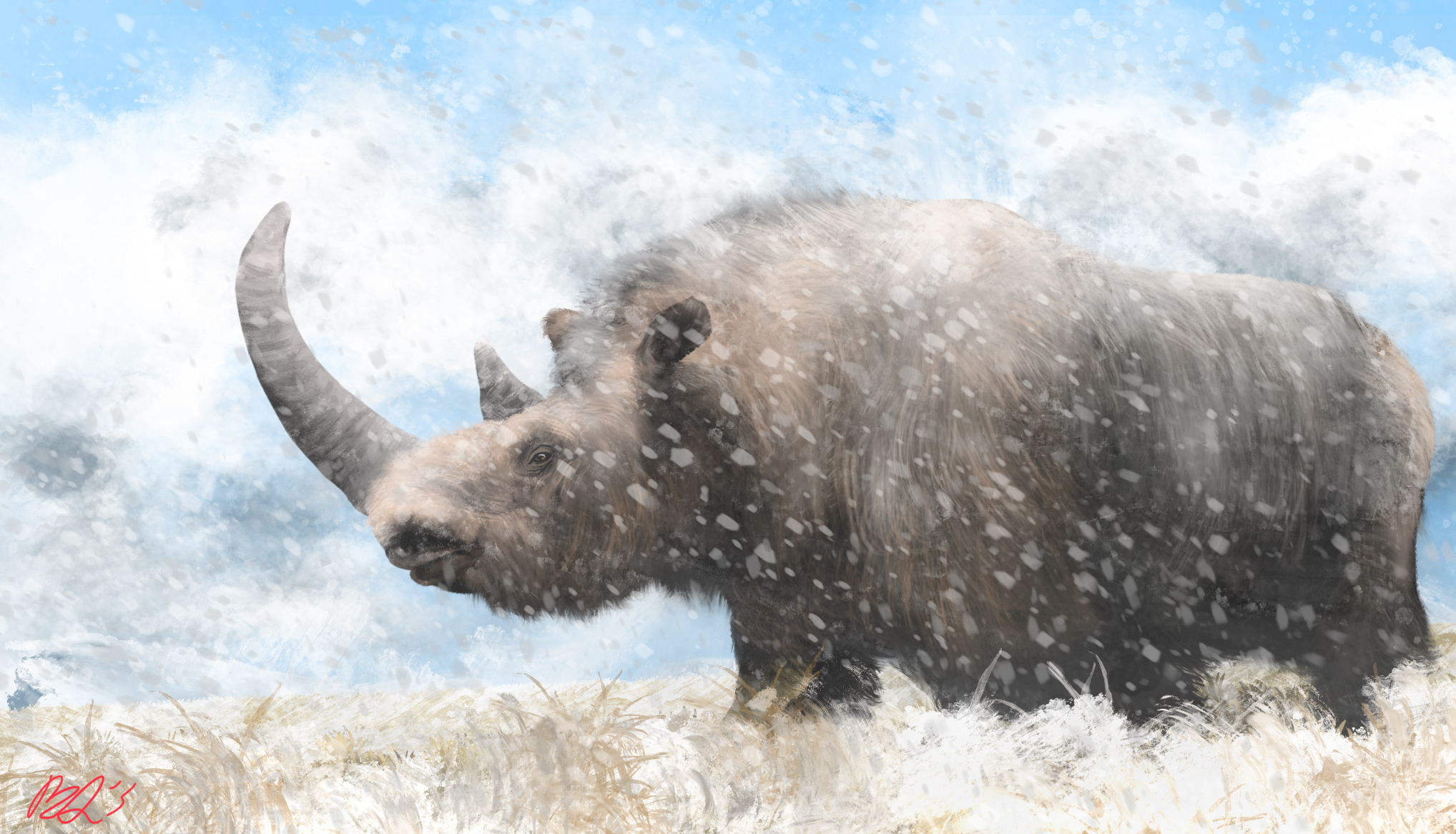
복원도

성체 털코뿔소는 일반적으로 머리에서 꼬리까지 길이가 3.2~3.6m이고, 어깨 높이가 1.45~1.6m이고, 몸무게가 최대 1.5~2m (일부 출처는 이 종의 체질량을 2.4~2.9m까지 높이)로 현존하는 가장 큰 코뿔소 종인 흰코뿔소와 비슷한 크기이다. 수컷과 암컷 모두 케라틴으로 만든 두 개의 뿔이 있었는데, 하나는 긴 뿔이 앞으로 뻗어 있고 눈 사이에는 작은 뿔이 있었다. 앞 뿔의 길이는 25~35세의 개체가 1~1.35m이고, 두 번째 뿔의 길이는 최대 47.5cm였다. 현대 코뿔소와 달리 큰 코뿔은 단면이 평평한 경우가 많았고, 뿔의 마모 패턴은 방목할 때 눈을 닦을 때 사용할 수 있음을 나타낸다. 다른 코뿔소에 비해 털코뿔소는 머리와 몸통이 길고 다리가 짧았다. 어깨에는 동물의 거대한 앞 뿔을 지탱하는 데 사용되는 강력한 혹이 있었다. 혹에는 매머드 스텝의 황량한 겨울 동안 생존을 돕기 위한 지방 비축물도 포함되어 있었다.
냉동 표본에 따르면 코뿔소의 긴 털은 적갈색이며, 시들음과 목에 가장 두꺼운 길고 거친 보호 털 층 아래에 두꺼운 내피가 있다. 짧은 털이 팔다리를 덮어서 눈이 달라붙지 않았다. 몸길이는 45~50cm의 꼬리와 끝에 거친 털이 있는 브러시로 끝났다. 암컷은 젖꼭지에 두 개가 있었다.
털코뿔소는 신체 표면적을 줄이고 열 손실을 최소화하는 몇 가지 특징을 가지고 있다. 귀는 24cm를 넘지 않는 반면, 더운 기후의 코뿔소는 약 30cm이다. 꼬리도 상대적으로 짧았다. 또한 가슴과 어깨에 가장 무거운 5~15mm의 두꺼운 피부를 가지고 있었다.

## 고생물학

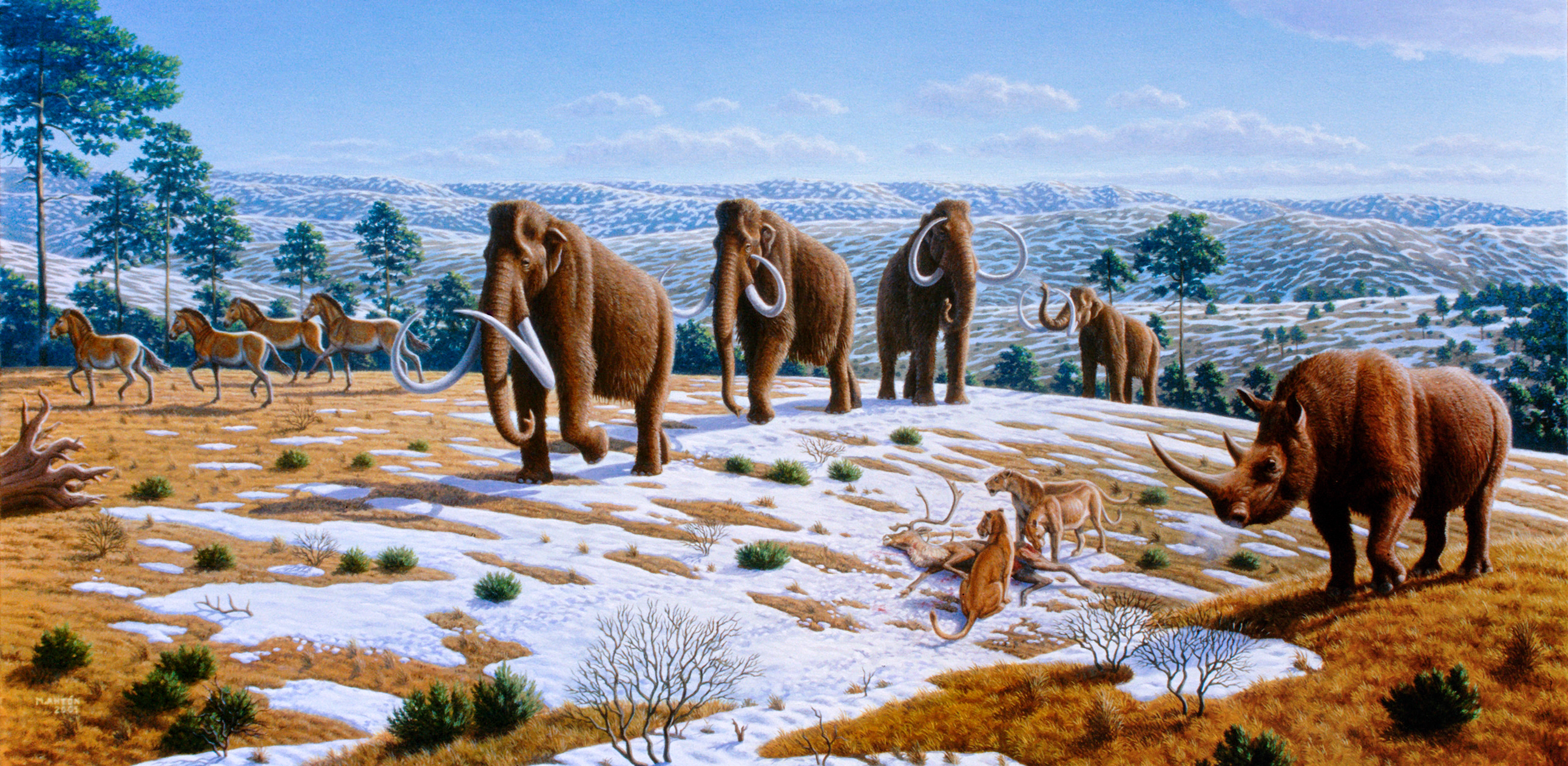
2004년, 마우리시오 안톤이 그린 스페인 플라이스토세 후기 북부의 털코뿔소, 털매머드, 동굴사자, 야생말

털코뿔소는 현대 코뿔소와 비슷한 삶의 역사를 가지고 있었다. 젖니에 대한 연구에 따르면 개체는 흰코뿔소와 검은코뿔소 모두와 비슷하게 발달했다. 암컷의 두 젖꼭지는 2~3년마다 어린 털코뿔소 한 마리, 즉 드물게 두 마리를 키웠다는 것을 시사한다.
거대한 뿔과 몸집 때문에 성체에게는 포식자가 거의 없었지만 어린 개체는 동굴하이에나와 동굴사자의 공격을 받을 수 있었다. 고양이과 동물의 공격을 나타내는 외상이 있는 두개골이 발견되었지만 동물은 성체가 될 때까지 살아남았다. 털코뿔소의 유해는 동굴하이에나 굴에서 자주 발견되며, 이는 이미 죽은 코뿔소의 사체를 청소한 것을 반영하는 것으로 보인다.
털코뿔소는 동굴벽화에 기록된 종내 전투뿐만 아니라 겨울 동안 초목을 발견하기 위해 눈을 옮기는 등 뿔을 전투에 사용했을 수 있다. 또한 짝을 유인하는 데도 사용되었을 수 있다. 털코뿔소는 현대의 코뿔소와 마찬가지로 영토가 넓었으며, 특히 발정기에는 경쟁자로부터 자신을 방어했을 것이다. 화석 두개골은 다른 코뿔소의 앞 뿔이 손상된 것으로 보이며, 아래턱과 등갈비뼈는 부러지고 다시 형성된 흔적을 보이며, 이 역시 전투에서 비롯된 것일 수 있다. 최근 코뿔소와 비교했을 때 종내 전투의 명백한 빈도는 다른 대형 초식동물과의 경쟁으로 인한 스트레스 증가에 직면했던 지난 빙하기 동안 급격한 기후 변화의 결과였을 가능성이 높다.

### 먹이
털코뿔소는 주로 매머드 스텝에서 자란 풀과 사초를 먹는다. 길고 비스듬한 머리와 아래쪽을 향한 자세, 치아 구조가 모두 초목을 방목하는 데 도움이 되었다. 흰코뿔소처럼 윗입술이 넓어 땅에서 직접 초목을 쉽게 뽑을 수 있었다. 스태퍼드셔주 화이트무어헤이에서 회수한 잘 보존된 마지막 한랭기 개체의 두개골, 하악골 및 치아에 대한 균주 벡터 생체역학 조사 결과, 방목된 먹이 선호도를 뒷받침하는 근육 및 치아 특성이 밝혀졌다. 특히 측두골과 목 근육의 비대는 땅에서 큰 입으로 사료를 섭취할 때 발생하는 큰 당기는 힘에 저항하는 데 필요한 것과 일치한다. 큰 종격동의 존재는 이 이론을 뒷받침한다.

## 인간과의 관계

### 고대 예술
후기 구석기 시대의 많은 동굴벽화에는 털코뿔소가 그려져 있다. 동물의 특징은 눈에 띄게 그려져 있으며, 등과 혹이 솟아 있고 낮은 머리와 대조를 이룬다. 두 개의 곡선은 귀를 나타낸다. 동물의 뿔은 긴 곡률로 그려져 있으며 경우에 따라 털도 표시되어 있다. 많은 그림에서 몸을 나누는 검은색 띠를 보여준다.
체코 모라바에 있는 돌니베스토니체 유적지에서는 700개 이상의 동물 조각상과 많은 털코뿔소 조각상이 발견되었다.